# Список сутт «Мадджхима-никая»

## Мула-паннаса
| Индекс            | Название                                                                  | Содержание |
| Мулапарияйя-вагга | Мулапарияйя-вагга                                                         | Мулапарияйя-вагга |
| ----------------- | ------------------------------------------------------------------------- | --- |
| MН 1              | Мулапарияйя сутта                                                         | Рассуждение об основе всех дхамм. Будда анализирует восприятие четырех разных людей: обычного необученного человека, ученика, достигшего цели монаха и полностью просветленного святого. |
| MН 2              | Саббасава сутта Архивная копия от 2 декабря 2018 на Wayback Machine       | Сутта о всех загрязнениях. Неправильно работать с любыми загрязнениями ума только каким-то одним способом. Семь методов устранения из ума глубоко укоренившихся влечений в зависимости от видов загрязнений и жизненных ситуаций. |
| MН 3              | Дхаммадаяда сутта                                                         | Будда призывает монахов довольствоваться малым. Сарипутта даёт дополнительные наставления, говоря о том, какие негативные качества требуется отбрасывать |
| MН 4              | Бхаябхерава сутта                                                         | Страх и ужас. Будда объясняет, какими свойствами надо обладать, чтобы жить в отшельничестве. В конце он рассказывает о собственном опыте преодоления страха на пути к Освобождению. |
| MН 5              | Анангана сутта                                                            | Достопочтенный Сарипутта описывает изъяны, которые могут быть у монаха |
| MН 6              | Аканкхейя сутта                                                           | Будда просто и без прикрас описывает, что происходит, когда человек «исполняет правила поведения, взращивает безмятежность ума, не пренебрегает медитацией, вглядывается в суть вещей, практикует уединение». |
| MН 7              | Ваттхупама сутта                                                          | С помощью простой аналогии Будда иллюстрирует разницу между помрачённым умом и чистым умом. Подчёркивается важность нравственной практики. |
| MН 8              | Саллекха сутта                                                            | Будда объясняет, как практиковать стирание загрязнений ума. |
| MН 9              | Саммадиттхи сутта                                                         | Правильные взгляды. Почтенный Сарипутта объясняет, что означает понятие «правильные взгляды». |
| MН 10             | Сатипаттхана сутта                                                        | Основы памятования. Подробные указания по практике медитации памятования. Текст совпадает с «Махасатипаттхана суттой» (ДН 22), только «Четыре Благородные Истины» изложены более кратко. |
| Сихананда-вагга   |                                                                           | |
| MН 11             | Чуласиханада сутта                                                        | Будда рассказывает об отличиях его Дхаммы от других учений, а также вкратце разъясняет Зависимое Возникновение. |
| MН 12             | Махасиханада сутта                                                        | Будда рассказывает о сверхъестественных силах Татхагаты, о том, какой путь ему пришлось пройти до того, как он стал Буддой. |
| MН 13             | Махадуккхаккхандха сутта                                                  | Беседа Будды о полном понимании природы чувственных удовольствий, материальных форм и чувств. |
| MН 14             | Чуладуккхаккхандха сутта                                                  | Помрачения сами порождают помрачения. Потакание чувственным удовольствиям не ведёт к счастью, равно как и аскетическое их подавление и попытки купить счастливое состояние ума ценой боли. Путь Будды — ни то ни другое. Об этом говорит данная сутта. |
| MН 15             | Анумана сутта                                                             | Эта сутта даёт средство для саморефлексии в нравственном совершенствовании. Монахи регулярно декламируют её (в идеале 3 раза в день) в целях самонаблюдения. |
| MН 16             | Четокхила сутта                                                           | Здесь Будда рассказывает о пятнадцати факторах, благодаря которым человек становится способен на просветление. |
| MН 17             | Ванапаттха сутта                                                          | Сутта о том, каким образом практикующий должен оценивать условия, в которых живёт. Последний раздел рассказывает о жизни «на попечении некоего человека». Интересно, что это выражение может трактоваться и как жизнь «под руководством некоего учителя»: в некоторых суттах оно встречается именно в этом смысле. |
| MН 18             | Мадхупиндика сутта                                                        | Ещё один краткий экскурс в Зависимое Возникновение и очень компактное описание сути учения Будды. |
| MН 19             | Дведхавитакка сутта                                                       | Два разряда мыслей. |
| MН 20             | Витаккасантхана сутта Архивная копия от 12 ноября 2018 на Wayback Machine | Устранение отвлекающих мыслей. Будда излагает пять практических методов для устранения неумелых неблагих мыслей. Та самая сомнительная сутта, которую Бханте Вималарамси считает позднейшей вставкой, по крайней мере частично (см. п. 7), из-за присутствия в ней описания, по сути, силового метода устранения отвлечений, тогда как в остальных текстах Будда постоянно говорит о срединном пути, об успокоении ума, о безмятежности. Более того, в МН 36.20 он теми же словами говорит, что испытал этот метод до конца и убедился, что тот не ведёт к нужной цели. |
| Опамма-вагга      |                                                                           | |
| MН 21             | Какачупама сутта (отрывок)                                                | Притча о пиле. Будда очень доходчиво объясняет, НАСКОЛЬКО доброжелательным должен быть тот, кто следует его учению. |
| MН 22             | Алагаддупама сутта                                                        | Пример с водяной змеёй. |
| MН 23             | Ваммика сутта                                                             | Один из примеров мистических переживаний в буддистской практике. Согласно комментариям, медитируя над смыслом этого видения, Достопочтенный Кумара Кассапа в итоге стал арахантом. Но эта сутта, помимо мистики, рассказывает нам также и о том, что такое духовная дружба. Божество, явившееся Кумаре Кассапе, опять же согласно комментариям, при Будде Кассапе (предыдущем Будде) было товарищем Кумары Кассапы по святой жизни, достигшим ступени анагами. В этой жизни он явился, чтобы помочь другу. Итак, если есть группа товарищей по святой жизни, то эффективность продвижения резко возрастает: стоит одному из них достичь просветления, остальные получают мощную духовную опору и, по сути, тоже спасены (при условии продолжения практики). |
| MН 24             | Ратхавинита сутта                                                         | Сутта повествует о том, что целью учения Будды является окончательная Ниббана без цепляний и ничто иное. |
| MН 25             | Нивапа сутта                                                              | Здесь путь рассматривается с точки зрения спасения от приманки Охотника — Мары. |
| MН 26             | Арияпариесана сутта                                                       | Будда рассказывает о том, как двигался к просветлению, о том, как после просветления некоторое время не собирался никого учить, полагая, что никто не сможет постичь то, что он постиг. И как потом передумал. И как нашёл первых учеников. |
| MН 27             | Чулахаттхипадопама сутта                                                  | Здесь Будда обозначает, что является истинной целью Учения, на примере с выслеживанием слона. |
| MН 28             | Махахаттхипадопама сутта                                                  | Сарипутта подробнейше, со свойственной ему доскональностью, разбирает суть так называемых пяти совокупностей, искажённых цеплянием. Здесь, например, можно видеть, что пять совокупностей — это не в принципе весь человек, а именно «пять совокупностей, искажённых цеплянием». Поэтому прекращение пяти совокупностей не означает полного прекращения явления, которое можно назвать «этот человек». Будда, к слову, прожил сорок с лишним лет после прекращения пяти совокупностей, искажённых цеплянием. |
| MН 29             | Махасаропама-сутта                                                        | Здесь Будда рассказывает об истинной цели Пути. Лекция дана им по следам истории с Девадаттой. Девадатта был двоюродным братом Будды, который сначала стал его учеником, а затем, достигнув некоторых результатов, решил от него отколоться и образовать секту имени себя. При этом он попытался убить Будду. В конечном итоге во всех своих начинаниях он потерпел горькую неудачу. |
| MН 30             | Чуласаропама-сутта                                                        | Здесь Будда говорит о том, что цель Учения состоит в преодолении помрачений через прямое медитативное постижение. |
| Махаямака-вагга   |                                                                           | |
| MН 31             | Чулагосинга сутта                                                         | Начинается как Упакилеса Сутта, МН 128, но далее включает перечисление высших состояний — девяти джхан. |
| MН 32             | Махагосинга сутта                                                         | Старшие ученики Будды и сам Будда отвечают на вопрос, какой монах осветил бы собой рощу, в которой они собрались. |
| MН 33             | Махагопалака сутта                                                        | На аналогии с пастухом показаны качества, которые приводят к успеху на Пути. |
| MН 34             | Чулагопалака сутта                                                        | Умелый пастух переводит стадо на другой берег в сохранности, а неумелый приводит стадо к беде. Перечисляются различные степени просветления. |
| MН 35             | Чуласаччака сутта                                                         | В этой сутте Будда показывает себя весьма жёстким полемистом. Однако его оппонент — много раз встречающийся в других суттах Саччака, он же, по имени клана, Аггивессана, повёл себя в итоге весьма порядочно. Он ещё много раз придёт к Будде, пытаясь опровергнуть его учение. Будда будет терпеливо объяснять и разъяснять ему — см., например, следующую по счёту сутту. В той жизни Саччака так и не станет буддистом, но, согласно преданию, в следующей жизни он всё-таки им стал. |
| MН 36             | Махасаччака сутта                                                         | Длинная беседа с Саччакой. Будда описывает собственную борьбу за просветление, а также объясняет аскету Саччаке ряд иных вопросов. |
| MН 37             | Чулатанхасанкхая сутта                                                    | Очень сжатое изложение процесса преодоления страстного желания и, соответственно, достижения Ниббаны. Плюс интересная зарисовка из жизни богов. Нужно заметить, что Достопочтенный Маха Моггаллана был одним из тех немногих, кто достиг Ниббаны, двигаясь путём обретения сверхспособностей. Отсюда все эти чудеса. Хочу также оговориться, что в п. 3 сутты и в подобных ему в квадратных скобках я привёл дополнения к тексту, чтобы читателю было понятно, о чём говорит Будда. Эти дополнения согласованы с учителем и одобрены им. |
| MН 38             | Махатанхасанкхая сутта                                                    | Подробное описание процесса Зависимого Возникновения, а также прекращения страстного желания. |
| MН 39             | Маха-Ассапура сутта                                                       | Будда даёт широкий обзор практики в Дхамме. |
| MН 40             | Чула-Ассапура сутта                                                       | Будда говорит о том, что духовным странником человека делает преодоление помрачений, а не разного рода внешние атрибуты. Также описывается практика брахмавихар. |
| Чулаямака-вагга   |                                                                           | |
| MН 41             | Салейяка сутта                                                            | Будда описывает неблагие и благие действия — телесные, словесные и умственные. |
| MН 42             | Вераньджака сутта                                                         | Практически копия МН 41. Судя по всему, браминов из разных мест занимали одни и те же вопросы. Так, беседа о причинах и условиях того, что одни существа после смерти попадают в нижние миры, а другие — в более благоприятные, состоявшаяся [в предыдущей сутте] в Сале, повторяется и с браминами из Вераньджи. |
| MН 43             | Махаведалла сутта                                                         | Большое собрание вопросов и ответов. Достопочтенный Сарипутта отвечает на вопросы о мудрости, правильных взглядах и высших медитативных достижениях. |
| MН 44             | Чулаведалла сутта                                                         | Короткие вопросы и ответы. |
| MН 45             | Чуладхаммасамадана сутта                                                  | Будда объясняет суть четырёх путей действия — болезненный вначале и болезненный впоследствии, приятный вначале и болезненный впоследствии, болезненный вначале и приятный впоследствии, приятный вначале и приятный впоследствии. |
| MН 46             | Махадхаммасамадана сутта                                                  | Будда объясняет суть четырёх путей действия — болезненный вначале и болезненный впоследствии, приятный вначале и болезненный впоследствии, болезненный вначале и приятный впоследствии, приятный вначале и приятный впоследствии. |
| MН 47             | Вимамсака сутта                                                           | Здесь Будда рассказывает, каким образом нужно изучать просветлённого учителя человеку пытливому. Мы видим, что подход к учителю подразумевается весьма тщательный. |
| MН 48             | Косамбия сутта                                                            | Монахи в Косамби разругались между собой, и Будда рассказывает им о тех качествах, которые следует взращивать в себе, чтобы создать любовь, взаимное уважение и единство. Затем он описывает семь знаний, которые приобретаются человеком, реализовавшим плод Сотапанны, т.е. Вступившего в Поток. |
| MН 49             | Брахманимантаника сутта                                                   | Приглашение Брахмы. |
| MН 50             | Маратадджания сутта                                                       | Мара нападает на Маха Моггаллану. А тот рассказывает Маре историю, как сам был когда-то Марой по имени Дуси. Описывается практика брахмавихар и медитация на отвратительности и непостоянстве. |

### Мадджхима-паннаса
| Индекс             | Название                                                                                     | Содержание |
| Гахапати-вагга     | Гахапати-вагга                                                                               | Гахапати-вагга |
| ------------------ | -------------------------------------------------------------------------------------------- | --- |
| MН 51              | Кандарака сутта                                                                              | Описываются различные пути человека. Приведено полное описание Благородного Пути. |
| MН 52              | Аттхаканагара сутта                                                                          | В этой сутте, судя по всему, идёт речь о событиях, произошедших уже после смерти Будды. В ней говорится, что по сути освобождение может произойти даже в первой джхане (и на любой другой стадии медитации); всего Достопочтенный Ананда описывает одиннадцать «дверей в Бессмертное». |
| MН 53              | Секха сутта (Секхапатипада сутта)                                                            | Практика Ученика. Ананда описывает практику для достижения 4 джхан и последующем получении трёх высших знаний для полного освобождения. |
| MН 54              | Поталия сутта                                                                                | Беседа Будды с мирянином Поталией о том, что такое оставление мирских дел согласно Пути Благородных. |
| MН 55              | Дживака сутта                                                                                | Мирянин Дживака спрашивает, дозволено ли ученикам Будды есть мясо. Та самая сутта, в которой оказывается, что Будда и его ученики не были вегетарианцами. |
| MН 56              | Упали сутта                                                                                  | Нигантхи, о которых говорится в данной сутте, — это джайны. Джайнизм в то время тоже был новым учением и только набирал силу. Джайном был, например, и Саччака, о котором идёт речь в суттах МН 35 и 36. В данной же сутте Будда показывает, почему умственные действия более важны, чем телесные или словесные, хотя, казалось бы, важность телесных действий более очевидна (и именно этой очевидной точки зрения придерживаются джайны). |
| MН 57              | Куккураватика сутта                                                                          | Подражание поведению собак. |
| MН 58              | Абхаяраджакумара сутта (Абхая сутта)                                                         | К принцу Абхае. Будда объясняет, в каких случаях он произносит приятные или неприятные слова. |
| MН 59              | Бахуведания сутта                                                                            | Будда говорит о том, что каждый этап пути является удовольствием — всё более утончённым и возвышенным. Интересное пересечение с суттой АН 9.34, где Сарипутта говорит, что Ниббана приятна. |
| MН 60              | Апаннака сутта                                                                               | Здесь Будда с группой мирян-браминов подробно рассматривает различные учения и даёт понимание относительно того, каким образом выбирать то или иное из них. В целом его аргументация напоминает таковую у Блеза Паскаля, когда тот говорил о вере в Бога: «Если Бога нет, а я в него верю, я ничего не теряю, а если он есть, а я в него не верю, то я теряю всё». |
| Бхиккху-вагга      |                                                                                              | |
| MН 61              | Амбалаттхикарахуловада сутта Архивная копия от 12 июля 2018 на Wayback Machine               | Советы Рахуле в Амбалаттхике. Будда объясняет своему сыну Рахуле опасности лжи и подчеркивает важность частой рефлексии. |
| MН 62              | Махарахуловада сутта (отрывок)                                                               | Рахула — сын Будды. Он родился до того, как Сиддхартха Готама ушёл из дома на поиски пути спасения от страдания. На момент событий, описываемых в данной сутте, ему около семнадцати лет. И здесь мы видим, как Будда наставляет этого юношу, в котором ещё играет молодая кровь. Он обучает сына медитации на великих элементах, чтобы тот мог достичь бесстрастия, а затем — другим видам медитации. |
| MН 63              | Чуламалункья сутта Архивная копия от 12 июля 2018 на Wayback Machine (Чуламалунковада сутта) | Эта сутта о том, что некоторыми вопросами задаваться просто не стоит, поскольку никакой пользы от этого нет, одно лишь возбуждение ума и сомнения. Здесь подчёркивается, что путь Будды страшно далёк от пустого теоретизирования. Что путь этот сугубо практический и даже прагматический. |
| MН 64              | Махамалункья сутта (Махамалункьяпутта сутта)                                                 | Очень интересный разбор относительно пяти нижних оков, отбросив которые, человек становится анагами. |
| MН 65              | Бхаддали сутта                                                                               | Сутта о непослушном монахе. |
| MН 66              | Латукикопама сутта                                                                           | Будда говорит о важности отбрасывания чувственных оков, даже если они кажутся мелкими и незначительными. |
| MН 67              | Чатума сутта Архивная копия от 12 июля 2018 на Wayback Machine                               | Однажды в место расположения Будды прибыла толпа очень шумных монахов… В целом незамысловатая, но небезынтересная сутта об ответственности наставника перед учениками, об опасностях, которые подстерегают новоначальных монахов, да и не только монахов. Ну и о том, что нужно соблюдать сдержанность и скромность в поведении, конечно. Вспоминается одно интервью с Борисом Гребенщиковым, когда его спросили: «Как лично Вы изменились в результате практики медитации?» И он ответил: «Я стал тише». |
| MН 68              | Налакапана сутта                                                                             | Будда рассказывает, почему он говорит о том, куда попадает тот или иной умерший монах или мирянин (спойлер: для вдохновления остальных). |
| MН 69              | Голияни сутта                                                                                | Сарипутта говорит о том, что даже те монахи, которые живут в уединении в лесу, должны следовать Учению и Дисциплине в полном объёме. |
| MН 70              | Китагири сутта                                                                               | В городе Китагири была община монахов, которые вели себя, скажем так, неподобающим образом. Когда Сангха разрослась, в неё начали стекаться не только те, кто искренне стремился к познанию Дхаммы, но и те, кто больше прельщался преимуществами, которые давало положение буддистского монаха. И вот Будда пытается говорить с такими монахами. |
| Париббаджака-вагга |                                                                                              | |
| MН 71              | Тевидджаваччхаготта сутта                                                                    | Эта сутта представляет собой короткий разговор между Буддой и бродячим аскетом Ваччхаготтой. Ваччхаготта задаёт вопрос по поводу достижения окончательного просветления мирянами, а также по поводу так называемых адживаков. Тут требуется пояснение. Адживаки — это секта, существовавшая в Древней Индии. Они верили в полный фатализм, предопределённость всего. Иными словами — от нас ничего не зависит, всё будет так, как предопределено. Соответственно, не имеет смысла практиковать нравственное поведение, например. |
| MН 72              | Аггиваччхаготта сутта                                                                        | Знаменитая сутта, в которой Будда уподобляет Татхагату погасшему огню, показывая неприменимость по отношению к нему категорий, в которых привык мыслить обычный человек. |
| MН 73              | Махаваччхаготта сутта                                                                        | Будда беседует со странником Ваччхаготтой, который в итоге становится его учеником. Это один из тех редких случаев, когда ученик Будды имел предрасположенность к развитию сверхспособностей. |
| MН 74              | Дигханакха сутта                                                                             | Сутта о нецеплянии. |
| MН 75              | Магандия сутта                                                                               | Магандия — это странник, принадлежащий иной традиции. Изначально он был настроен по отношению к Будде очень негативно, поскольку тот своим учением подрывал то, чему учила его освящённая веками традиция. Но потом он поговорил с Буддой… |
| MН 76              | Сандака сутта                                                                                | Ананда рассказывает страннику Сандаке и его ученикам о четырёх видах путей, обесценивающих святую жизнь, и о четырёх видах безблагодатной святой жизни. В конце Сандака рекомендует своим ученикам стать учениками Благословенного. |
| MН 77              | Махасакулудайи сутта                                                                         | Первая беседа Будды с саманой (т.е. странником, бродячим аскетом) Удайином. Сутта знаменательна по нескольким причинам. Здесь описаны пять причин, по которым Будда пользовался непререкаемым авторитетом у учеников, 37 факторов просветления, сверхъестественные способности и некоторые не до конца ясные моменты. Например, эта сутта являет собой редкий случай, когда Будда упоминает пресловутые касины. Буддагоса в «Висуддхи Магге» даёт объяснение, что это такое, но оно звучит неубедительно. Бханте Вималарамси прямо говорит, что не знает, что это такое, и что он не встречал никого, кто мог бы внятно объяснить эту практику и кто её реализовал бы. Сам факт, что Будда описал такие вещи в беседе с Удайином, говорит скорее о том, что последний был человек довольно неординарный. |
| MН 78              | Саманамундика сутта                                                                          | Будда объясняет, кто, по его мнению, является человеком, достигшим высшего совершенства. Подробно освещается Правильное Усилие. |
| MН 79              | Чуласакулудайи сутта                                                                         | Вторая беседа Будды с саманой Удайином. Будда среди прочего описывает преподаваемый им путь. В конце Удайин изъявляет желание стать учеником Будды, но его группа его отговаривает. Согласно комментарию, это произошло из-за того, что в прошлой жизни, при Будде Кассапе, тот, кто в описываемой жизни был Удайином, отговорил некоего человека от того, чтобы стать учеником Будды Кассапы. Но, успокаивают нас комментарии, переродившись при царе Асоке, Удайин всё же стал буддистским монахом и достиг полного просветления, став известным благодаря своей практике любящей доброты. |
| MН 80              | Векханаса сутта                                                                              | Будда говорит об удовольствии превыше чувственных удовольствий. |
| Раджа-вагга        |                                                                                              | |
| MН 81              | Гхатикара сутта                                                                              | О гончаре Гхатикаре и встрече юного брахмана Джотипалы, которым был Будды Готама, с совершеннопробуждённым Кассапой. |
| MН 82              | Раттхапала сутта                                                                             | Молодой аристократ Раттхапала решает стать монахом, но его родители против. Сутта имеет интересный сюжет, но и, кроме того, в ней формулируются «четыре постулата», из-за которых Раттхапала решил оставить мирскую жизнь. |
| MН 83              | Магхадева сутта                                                                              | Будда говорит, что благочестие и даже практика брахмавихар сама по себе ведёт в миры Брахмы, а это не приводит к полному освобождению, это тупиковый путь. Далее Будда обозначает Восьмеричный Путь. |
| MН 84              | Мадхура сутта                                                                                | События происходят после париниббаны Будды. Некий царь беседует с учеником Будды Маха Каччаной. Тот рассказывает ему о равенстве каст. |
| MН 85              | Бодхираджакумара сутта                                                                       | Ещё одно подробное описание Буддой его пути. Пересекается с МН26 и МН36. |
| MН 86              | Ангулимала сутта                                                                             | О серийном убийце Ангулимале. Сутта о разбойнике, который благодаря умелому руководству Будды стал Архатом. Совершенно потрясающая история, даже в чисто драматургическом смысле. В 2003 году по мотивам этой сутты в Таиланде был снят одноимённый фильм (авторы там всё немного приукрасили, но не фатально). Комментарии говорят, что Ахимсака-Ангулимала был человеком духовно ищущим и весьма талантливым в смысле постижения Дхаммы, но сильно заблудшим. Будда почувствовал, что этот, говоря современным языком, серийный убийца потенциально может стать арахантом, и вмешался ещё и поэтому. Главный же мессидж этой истории состоит в том, что если даже у человека, натворившего столько дел, получилось, то у вас тем более нет причин сомневаться.                                         |
| MН 87              | Пияджатика сутта                                                                             | Сутта о том, что привязанность к близким приносит страдание. |
| MН 88              | Бахитика сутта                                                                               | Царь Пасенади Косальский расспрашивает Достопочтенного Ананду о поступках, порицаемых и непорицаемых мудрыми людьми. |
| MН 89              | Дхаммачетия сутта                                                                            | Некоторые интересные подробности о том, как воспринимался Будда и его Сангха в те времена со стороны. Особенно примечателен пункт 12 — про «искренне радостных, открыто довольных» монахов — учеников Будды. |
| MН 90              | Каннакаттхала сутта                                                                          | Будда говорит о том, что с точки зрения Дхаммы между варнами нет разницы. |
| Брахмана-вагга     |                                                                                              | |
| MН 91              | Брахмаю сутта                                                                                | У браминов были местами довольно странные представления о так называемом «Великом человеке», но тем не менее Будда, ради того чтобы привести одного из браминов к спасению, продемонстрировал, что он этим представлениям соответствует. Даже самым странным. |
| MН 92              | Села сутта                                                                                   | Брамин Села проверяет признаки Великого Человека у Будды, находит, становится его учеником и достигает арахантства. |
| MН 93              | Ассалаяна сутта                                                                              | Будда опровергает обоснованность претензий варны браминов на какую бы то ни было исключительность, в том числе и в деле достижения духовной чистоты. |
| MН 94              | Гхотамукха сутта                                                                             | Дело происходит после париниббаны Будды. Брамин Гхотамукха беседует с Достопочтенным Уденой, и тот описывает ему путь по классической схеме от начала до конца, заканчивая четырьмя джханами и Тевиджей. |
| MН 95              | Чанки сутта                                                                                  | Очень интересная сутта о трезвом отношении к собственным взглядам и о том, что путь начинается с доверия учителю. А доверие к учителю начинается с изучения его поведения. |
| MН 96              | Эсукари сутта                                                                                | Ещё одна сутта на тему различий (их отсутствия) между варнами. |
| MН 97              | Дхананьджани сутта                                                                           | Сарипутта наставляет неправедного брамина Дхананьджани о том, как попасть в свиту Брахмы (с помощью практики брахмавихар). Будда упрекает Сарипутту, что тот не научил Дхананьджани большему. Интересно, что в МН 99 сам Будда подобным образом обучает брамина Субху именно достижению мира Брахмы. Разница, видимо, в том, что Субха не был готов к большему, продемонстрировав негативную реакцию в МН 97.10. Мудрый даёт другому не лучшее из того, что тому нравится, а лучшее из того, что тому посильно. |
| MН 98              | Васеттха сутта                                                                               | Два брамина поспорили, кого можно считать истинным брамином. Не придя к соглашению, они отправились к Будде, чтобы тот рассудил их. |
| MН 99              | Субха сутта                                                                                  | Сутта интересна тем, что в ней Будда рассказывает не о пути полного освобождения, а о пути в мир Брахмы, то есть, говоря проще, в очень высокие райские обители (причём делается это с помощью практики брахмавихар). Почему так случилось? Потому что бывают ситуации, когда человек просто не готов к тому, чтобы воспринять Дхамму во всей её полноте. Судя по всему, Субха, с которым беседует Будда в этой сутте, был, по крайней мере на тот момент, весьма религиозным человеком, сильно вовлечённым в браминскую традицию, и что-то сверх того, что дал ему Будда, могло бы отвратить его. Об этом говорит, например, его очень эмоциональная реакция в п. 10. Мудрый даёт другому не самое лучшее, а самое лучшее из того, что тому посильно.                                                   |
| MН 100             | Сангарава сутта                                                                              | Будда беседует с брамином Сангаравой и рассказывает ему о своём пути (аналогично МН 26 и МН 36). |

## Упари-паннаса
| Индекс          | Название                                                                 | Содержание |
| Девадаха-вагга  | Девадаха-вагга                                                           | Девадаха-вагга |
| --------------- | ------------------------------------------------------------------------ | --- |
| MН 101          | Девадаха сутта                                                           | У Девадахи. Будда опровергает доктрину нигантхов (джайнов) о том, что все испытани в жизни человека обусловлены его прошлыми действиями (камма). Далее объясняется, какое же усердие и какой путь практики являются правильными для прекращения всех страданий. |
| MН 102          | Паньчаттая сутта                                                         | Рассматриваются различные учения. Татхагата идёт дальше них всех. |
| MН 103          | Кинти сутта                                                              | О разрешении разногласий и том, как быть с оступившимися. |
| MН 104          | Самагама сутта                                                           | Будда даёт указания, как его последователям ладить между собой после его ухода. |
| MН 105          | Сунаккхатта сутта                                                        | Сунаккхатта из клана Личчхави – это персонаж, который фигурирует в нескольких суттах. Если собрать всю информацию о нём, то складывается такая картина: Сунаккхатта некоторое время общается с Буддой, становится монахом, а потом уходит из Сангхи, сделав довольно забавное заявление: «У Отшельника Готамы нет каких-либо сверхчеловеческих достижений <…>. Его учение приводит того, кто следует ему, всего лишь к полному уничтожению страдания» (см. МН 12). Сутта МН 105, очевидно, ведёт речь о времени, когда Сунаккхатта ещё не стал монахом. В данной беседе Будда описывает разного рода состояния человека – от мирского (в смысле состояния ума) человека до того, кто полностью устремлён к ниббане. Также он подчёркивает опасность, которая подстерегает того, кто достиг начального этапа просветления (плод сотапанны) и перестал практиковать с должным прилежанием. Подразумевается, что Будда предвидел будущность Сунаккхатты и пытался его предостеречь. |
| MН 106          | Аненьджасаппая сутта                                                     | Будда описывает подход к глубоким состояниям вплоть до Ниббаны. |
| MН 107          | Ганакамоггаллана сутта Архивная копия от 12 июля 2018 на Wayback Machine | Счетовод Моггалана. Будда описывает последовательность обучения буддийского монаха. |
| MН 108          | Гопакамоггаллана сутта                                                   | Действие сутты происходит после ухода Будды. Его ученик беседует с одним из покровителей Сангхи о том, кто или что сейчас руководит Сангхой и кто пользуется в Сангхе почётом. Несмотря на кажущуюся незамысловатость, эта сутта весьма интересна и важна тем, что тот подход, который в ней описывается, определил весь облик буддизма после Будды, поставив в центре его Учение и Практику. |
| MН 109          | Махапуннама сутта                                                        | Краткое изложение учения о не-я, о том, как личностностный взгляд возникает и как он не возникает. И всё это применительно к пяти совокупностям, искажённым цеплянием. |
| MН 110          | Чулапуннама сутта                                                        | Будда со свойственной ему педантичностью описывает человека, так сказать, низких качеств и человека высоких качеств. |
| Анупада-вагга   |                                                                          | |
| MН 111          | Анупада сутта                                                            | Будда рассказывает о том, как продвигался по Пути его лучший ученик Сарипутта. |
| MН 112          | Чхаббисодхана сутта                                                      | Здесь рассказывается о том, как нужно пытать араханта, чтобы выяснить, действительно ли он арахант. |
| MН 113          | Саппуриса сутта                                                          | Будда заостряет внимание на таких важных качествах, как нетщеславие, невысокомерие, сосредоточенность на практике. |
| MН 114          | Севитаббасевитабба сутта                                                 | Будда даёт три перечисления того, что надлежит культивировать и что не надлежит. Сарипутта даёт объяснения им. |
| MН 115          | Бахудхатука сутта                                                        | Будда очерчивает смысл некоторых важных для Учения понятий. |
| MН 116          | Исигили сутта                                                            | Будда рассказывает о паччека-буддах прошлого. |
| MН 117          | Махачаттарисака сутта                                                    | Великая Сороковка. |
| MН 118          | Анапанасати сутта Архивная копия от 15 ноября 2018 на Wayback Machine    | Осознанность дыхания. |
| MН 119          | Каягатасати сутта                                                        | Сутта, входящая в один цикл с Сатипаттхана Суттой и Анапанасати Суттой. |
| MН 120          | Санкхарупапатти сутта                                                    | Будда объясняет, как человек может обрести перерождение в соответствии со своим намерением. |
| Суннята-вагга   |                                                                          | |
| MН 121          | Чуласуньнята сутта Архивная копия от 4 декабря 2018 на Wayback Machine   | Короткая сутта о пустотности. |
| MН 122          | Махасуньнята сутта (отрывок)                                             | Большая беседа о Пустотности. Понимание Буддой термина «суньята» (шуньята) — «пустотность», «пустота» — было сугубо психотехническим, что видно из этой и предыдущей сутт. |
| MН 123          | Аччхария-аббхута сутта                                                   | Ананда перечисляет собранию монахов замечательные и чудесные вещи, которые предшествовали рождению Будды и следовали за ним. Будда добавляет ещё один пункт в конце. |
| MН 124          | Баккула сутта                                                            | События происходят, судя по всему, спустя несколько десятилетий после ухода Будды. Сутта интересна тем, что описывает «идеального монаха». Он стал арахантом через семь дней после пострижения и всю оставшуюся жизнь стремился никак не обременять других своим присутствием. Согласно комментарию, даже уход в париниббану он совершил через уничтожение тела в огненной вспышке (либо это было нечто похожее на «радужное тело» тибетцев), чтобы его собратьям-монахам не нужно было возиться с телом. |
| MН 125          | Дантабхуми сутта                                                         | Обрисовывается весь путь ученика от начала до конца («Вот в мире появляется Татхагата…»), с аналогией укрощения слона. |
| MН 126          | Бхумиджа сутта                                                           | Ещё одна сутта на тему исполнения желаемого. |
| MН 127          | Ануруддха сутта                                                          | Ученик Будды Достопочтенный Ануруддха объясняет разницу между безмерным и возвышенным освобождением ума. |
| MН 128          | Упаккилеса сутта                                                         | Будда перечисляет основные препятствия, которые мы встречаем в практике медитации. Также именно в этой сутте Будда произносит знаменитые слова, вошедшие в Дхаммападу (см. стихотворные строки). |
| MН 129          | Балапандита сутта                                                        | Будда рассказывает о том, что такое разумное поведение и почему именно оно разумно. |
| MН 130          | Девадута сутта Архивная копия от 12 июля 2018 на Wayback Machine         | Посланник небес. Эта сутта о том, что жизнь нас постоянно предупреждает: нужно жить достойно. Но, к сожалению, внемлют этому не все. |
| Вибханга-вагга  |                                                                          | |
| MН 131          | Бхаддекаратта сутта (недоступная ссылка)                                 | Знания лучшего средства как жить одному. В этой сутте описывается практика Прошлого-Будущего-Настоящего. |
| MН 132          | Анандабхаддекаратта сутта                                                | Сутта-дубль предыдущей, МН 131. |
| MН 133          | Махакаччанабхаддекаратта сутта                                           | Практика Прошлое-Будущее-Настоящее описывается через шесть сфер, а не через пять совокупностей, как в МН 131 и 132. |
| MН 134          | Ломасакангиябхаддекаратта сутта                                          | Ещё один дубль МН 131. |
| MН 135          | Чулакаммавибханга сутта                                                  | Краткое рассмотрение работы механизма каммы (кармы). Будда беседует с Субхой. У этой беседы была предыстория. Отец Субхи Тодеййя после смерти переродился собакой в своём же доме из-за своей чрезмерной скупости. Будда сказал об этом Субхе и доказал это тем, что заставил эту собаку выкопать спрятанное сокровище, которое захоронил Тодеййя при жизни. Этот случай и привёл к данной беседе. |
| MН 136          | Махакаммавибханга сутта                                                  | Дополнительное разъяснение некоторых нюансов работы механизма каммы. |
| MН 137          | Салаятанавибханга сутта                                                  | Будда рассказывает о различных видах реакции на воспринимаемые явления и о методах работы с ними — о том, как в практике мы заменяем помрачённые реакции на непомрачённые. |
| MН 138          | Уддесавибханга сутта                                                     | Ещё одно изложение Пути, через нецепляние. |
| MН 139          | Аранавибханга сутта                                                      | Интерпретация Пути через неконфликтность. |
| MН 140          | Дхатувибханга сутта                                                      | Анализ Свойств. |
| MН 141          | Саччавибханга сутта                                                      | Анализ Истины. |
| MН 142          | Даккхинавибханга сутта                                                   | Анализ подношений и их результаты. Разъяснение результатов сделанных подношений. |
| Салаятана-вагга |                                                                          | |
| MН 143          | Анатхапиндиковада сутта                                                  | Очень сильная сутта. Анатхапиндика, богатый мирянин, много помогавший Сангхе, смертельно болен. Он посылает за Сарипуттой, и тот, придя к нему, даёт последние наставления. По сути, это предсмертная практика, по крайней мере для мирян. |
| MН 144          | Чханновада сутта                                                         | Это та самая скандально известная сутта, по поводу которой не так давно был суд на предмет пропаганды суицида. Кажется, в итоге суд постановил убрать комментарий к этой сутте, но сама сутта запрету не подверглась, и правильно, поскольку ни о какой пропаганде суицида речи там не идёт. Читайте, пожалуйста, комментарий Олега Павлова к этой сутте. |
| MН 145          | Пунновада сутта                                                          | Будда даёт наставление монаху Пунне. Пунна отправляется в земли с агрессивным населением, и Будда проверяет его готовность. |
| MН 146          | Нандаковада сутта Архивная копия от 12 июля 2018 на Wayback Machine      | Наставление Нандаки. |
| MН 147          | Чуларахуловада сутта Архивная копия от 12 июля 2018 на Wayback Machine   | Малое наставление Рахуле. |
| MН 148          | Чхачхакка сутта Архивная копия от 9 февраля 2019 на Wayback Machine      | Шесть шестёрок. |
| MН 149          | Махасалаятаника сутта                                                    | Ещё один экскурс в практику. Подробнее см., например, в предыдущей сутте. |
| MН 150          | Нагаравиндейя сутта                                                      | Будда беседует с браминами-мирянами о том, каких духовных странников и браминов стоит уважать и чтить. |
| MН 151          | Пиндапатапарисуддхи сутта                                                | Будда перечисляет критерии продвижения по Пути, с которыми практикующий должен сверяться. |
| MН 152          | Индриябхавана сутта Архивная копия от 2 декабря 2018 на Wayback Machine  | О развитии чувств. |